# Leytonstone FC
Leytonstone Football Club was een Engelse voetbalclub uit Leytonstone, Groot-Londen. De club werd opgericht in 1886 en fuseerde in 1979 met Ilford tot Leytonstone-Ilford, dat later Redbridge Forest werd toen ook Walthamstow Avenue in de fusie werd opgenomen. In 1992 fuseerde de club met Dagenham en werd het hedendaagse Dagenham & Redbridge gevormd.
De thuiswedstrijden van Leytonstone werden gespeeld op Granleigh Road, een stadion met één overdekte en drie onoverdekte tribunes. Toen de gemeente de stadiongrond verkocht, verhuisde de club naar Green Pond Road, het stadion van Walthamstow Avenue. Na de fusie met Walthamstow Avenue bleef de club tot 1989 op dat terrein spelen.